# Niết-bàn kinh

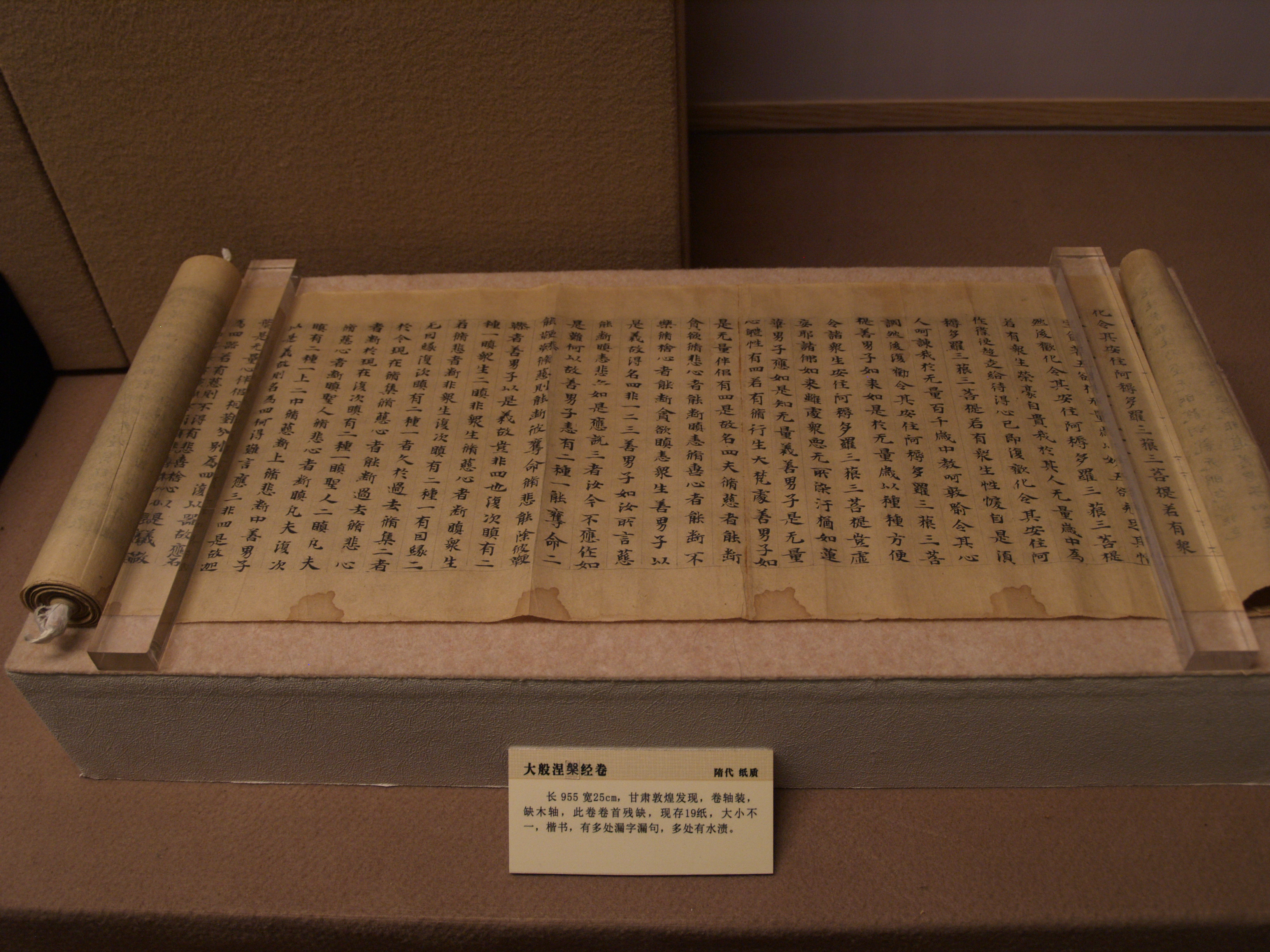
Bản kinh Đại thừa Đại-bát Niết-bàn vào thời nhà Tùy (Trung Hoa)

Đại thừa Đại Bát-niết-bàn Kinh (Tiếng Phạn: महापरिनिर्वाण सूत्र, IAST: Mahāparinirvāṇa Sūtra, chữ Hán: 大般涅槃經, Bính âm: Dàbānnièpán-jīng) là một trong những bộ kinh Đại thừa quan trọng nhất thuộc hệ Như Lai Tạng (Tathāgatagarbha sūtra). Tương truyền, kinh này được Phật Thích Ca Mâu Ni thuyết giảng ngay trước khi ngài nhập Vô dư Niết-bàn (Bát Niết-bàn). Cần phân biệt rõ hai kinh: kinh Đại-bát Niết-bàn (hay thường viết tắt là Niết-bàn kinh) theo truyền thống Phật giáo Đại thừa và kinh Đại-bát Niết-bàn (tiếng Pali: Mahāparinibbāṇa Sutta) theo truyền thống Thượng tọa bộ (Theravada) vì (1) kinh Tiểu thừa Đại-bát Niết-bàn thuộc Trường bộ kinh (Pa. Digha Nikaya) trong kinh Đại thừa Đại-bát Niết-bàn không thuộc Trường A-hàm (Sa. Dīrghāgama, tương đương với Trường bộ kinh trong Bộ kinh Nikaya), (2) văn phong kinh Đại thừa thường trừu tượng và rộng nghĩa hơn so với văn phong kinh Tiểu thừa và (3) sự khác biệt về nội dung của hai bộ kinh này là rất lớn (có thể xem như là khác hẳn dù vẫn có một số điểm chung như cả hai đều có chi tiết sự cúng dàng của thợ rèn Thuần-đà (Cunda)...).
Hiện nay, người ta chưa xác định được chính xác thời gian ra đời của kinh Niết-bàn nhưng có thể có trước tác vào khoảng thế kỷ 2 sau Công nguyên. Nguyên bản tiếng Phạn đã bị thất truyền ngoại trừ một vài trích đoạn nhỏ, thế nhưng dịch bản Hán - Tạng vẫn còn được lưu truyền tới ngày nay. Kinh có hai bản dịch tiếng Trung là dịch bản của ngài Đàm-vô-sấm (Sa. Dharmakṣema) và bản còn lại của pháp sư Pháp Hiển. Hai bản này có chút sai khác về nội dung, cụ thể là bản của ngài Đàm-vô-sấm khẳng định rằng mọi chúng sinh đều có Phật tính trong khi bản của ngài Pháp Hiển nói rằng tồn tại một vài loài hữu tình không có khả năng giác ngộ thành bậc Vô thượng Chính đẳng Chính giác. Tuy nhiên, truyền bản của ngài Đàm-vô-sấm vẫn được lưu truyền phổ biến hơn ở các nước Đông Á (Trung Hoa, Việt Nam, Nhật Bản, Hàn Quốc...) và có ảnh hưởng sâu sắc đến hệ thống giáo pháp ở các nước này.

## Nội dung

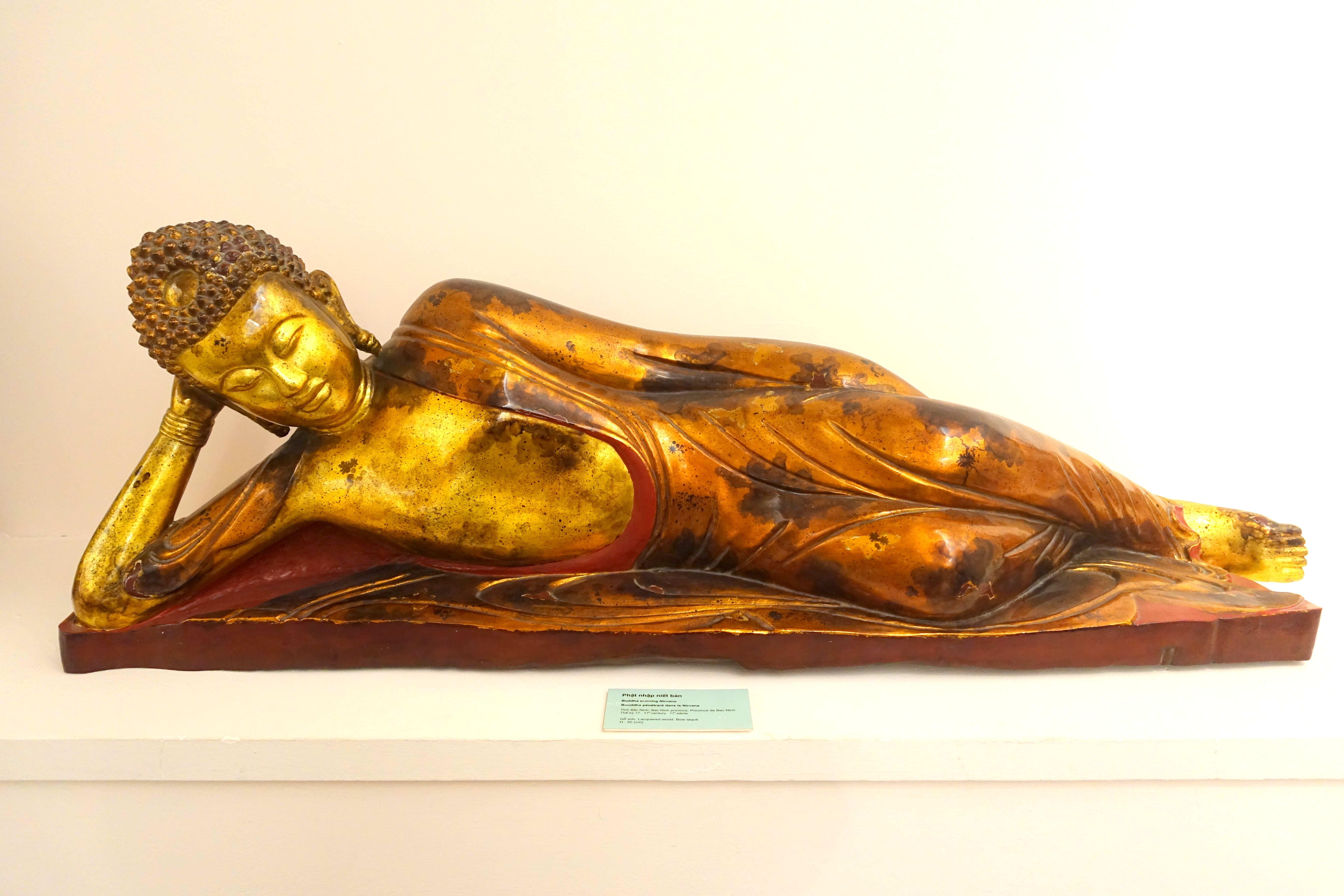
Tượng Phật nhập Niết-bàn từ thế kỉ 17, hiện đang được trưng bày ở Bảo tàng Mỹ thuật Việt Nam (Hà Nội)

Niết-bàn kinh là một bộ kinh Đại thừa thuộc hệ Như Lai tạng vì nó khẳng định rằng mọi chúng sinh đều có Phật tính (Sa. Buddhadhātu) hay trong kinh này là Như Lai tạng (Tathāgatagarbha). Phật tính bất sinh, bất diệt, thường hằng và thường trụ nơi chúng sinh do đó mọi loài hữu tình đều có đầy đủ tố chất, năng lực để tự giác ngộ thành Phật. Đó là tư tưởng đã được khẳng định nhiều lần trong nhiều bộ kinh, đặc biệt là kinh Pháp Hoa và là một trong những tư tưởng chỉ có trong giáo pháp của Phật giáo Đại thừa mà không có trong giáo lý của nhiều tôn giáo khác. Phần lớn nội dung kinh là khẳng định quan điểm "Phật tính" và cũng kèm theo đó lý luận, phân tích các luận điểm để làm sáng tỏ chủ đề ấy một cách mạch lạc, rõ ràng.  Ngoài ra, một nội dung cũng tương tự Phật tính đó chính là sự thường hằng của Như Lai hay nói rõ ràng hơn là sự thường hằng của Pháp thân (Sa. dharmakāya) trong Tam thân Phật. Pháp thân Phật là thường hằng bất biến bởi Pháp thân chính là không tính, chân như là thể tính của mọi sự.